# Партизанская улица (Санкт-Петербург)
Партиза́нская улица — улица в Красногвардейском районе Санкт-Петербурга. Проходит от проспекта Металлистов до Бокситогорской улицы.

## История
В 1878—1906 годах улица входила в Георгиевскую улицу (ныне Шепетовская), с 1906 по 1909 год — в Новомалиновскую дорогу.
В 1803 году купец-старообрядец И. И. Милов купил у православного Георгиевского кладбища землю, на которой было устроено единоверческое кладбище.
В 1909 году на участке между современными проспектами Металлистов и Энергетиков выделилась Единоверческая улица.
Современное название было присвоено 10 сентября 1935 года в честь партизан Гражданской войны. 15 мая 1965 года в улицу включили часть Новомалиновской дороги от проспекта Металлистов до Бокситогорской улицы. В 1998 году вторая половина участка от Салтыковской дороги вошла в состав улицы.

## Пересечения
- проспект Металлистов
- проспект Энергетиков
- Салтыковская дорога
- Бокситогорская улица

## Транспорт
Ближайшая к Партизанской улице станция метро — «Ладожская» 4-й (Правобережной) линии.
Доехать до Партизанской улицы можно на троллейбусах:
- № 16 (улица Маршала Тухачевского — площадь Бехтерева);
- № 18 (станция Ручьи — станция метро «Новочеркасская» — Таллинская улица).

## Достопримечательности
- Большеохтинское кладбище

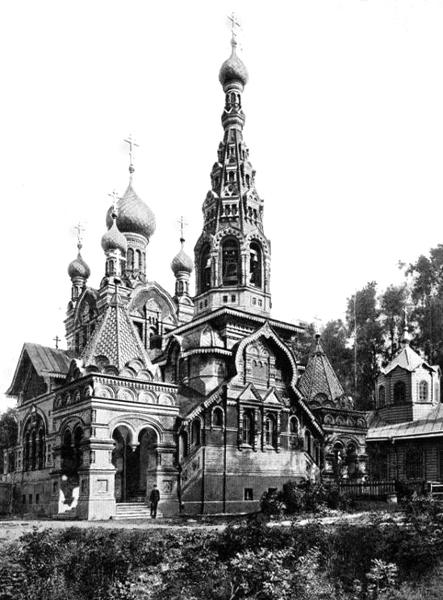
Единоверческая церковь Преподобной Марии

  - На Большеохтинском кладбище (Единоверческий участок) по адресу: Единоверческая улица, 2 располагалась до 1929 года (в том году закрыта и снесена) Единоверческая церковь Преподобной Марии. Построена была по проекту архитектора Н. Н. Никонова в 1895—1898 годах.